# Theridion schrammeli
Theridion schrammeli är en spindelart som beskrevs av Claude Lévi 1963. Theridion schrammeli ingår i släktet Theridion och familjen klotspindlar. Inga underarter finns listade i Catalogue of Life.